# الغوطی لوکیلی
الغوطی لوکیلی (انگلیسی: Ghouti Loukili؛ زادهٔ ۱ ژوئیهٔ ۱۹۷۳) بازیکن فوتبال اهل الجزایر بود.
از باشگاه‌هایی که در آن بازی کرده‌است می‌توان به باشگاه فوتبال نصر حسین دای اشاره کرد.
وی همچنین در تیم ملی فوتبال الجزایر بازی کرده‌است.